# Ročegda
Ročegda in russo Рочегда? è un insediamento rurale (посёлок) russo del Vinogradovskij rajon, nell'oblast' di Arcangelo. È centro amministrativo di uno degli otto comuni rurali del distretto.